# 威爾斯伯勒波因特 (紐約州)
威爾斯伯勒波因特（英語：Willsboro Point）是位於美國紐約州艾塞克斯縣的普查規定居民點。

## 人口
根據2020年美國人口普查的數據，威爾斯伯勒波因特的面積為16.56平方千米，當中陸地面積為7.21平方千米，而水域面積為9.35平方千米。當地共有人口382人，而人口密度為每平方千米23.07人。